# Helpbidea
helpbidea es un identificador único asociado a cada dirección existente en la Comunidad Foral de Navarra (España) que permanece invariante a lo largo del tiempo. No cambia aunque se produzcan cambios del nombre de la vía en que se encuentra, o renumeraciones dentro de la misma. También se puede encontrar físicamente en el exterior de viviendas, sobre todo en el noroeste de Navarra. Es la forma más rápida de localizar una dirección en Navarra, incluso se puede proporcionar al llamar al 112 en caso de una emergencia.

## Antecedentes
En el año 2016, se formó un grupo de trabajo formado por personas de Bomberos de Navarra, Servicio Navarro de Salud - Osasunbidea, Policía Foral, Protección Civil (Gobierno de Navarra), Dirección General de Telecomunicaciones y Digitalización (Gobierno de Navarra) y el ayuntamiento de Baztan, con el objeto de mejorar la atención de emergencias en los diseminados del noroeste de Navarra.
Uno de los resultados de este grupo de trabajo, fue la implementación, por parte del Gestor de Direcciones del Gobierno de Navarra de un identificador único en todas las direcciones que gestiona, conocido como Helpbidea. Además incluyó el nombre de la casa como componente fundamental de la dirección, ya que es la forma habitual de designar una dirección en la zona.

## Uso de helpbidea
La asignación de direcciones es una competencia municipal, pero el Gestor de Direcciones de Navarra, coordina las direcciones de todos los municipios de Navarra y mantiene el identificador Helpbidea de cada dirección, de manera que, aunque la dirección en formato tradicional (calle, n.º de portal o nombre de la casa) cambie, no lo hará el identificador.
El Gestor de Direcciones de Navarra proporciona servicios de direccionamiento a diversos organismos dependientes del Gobierno de Navarra (entre ellos, el Centro de Coordinación de Emergencias), por lo que puede resolver la ubicación de una emergencia, sólo conociendo el identificador Helpbidea.
También se señaliza de forma física, mediante placas colocadas en el exterior de las viviendas.

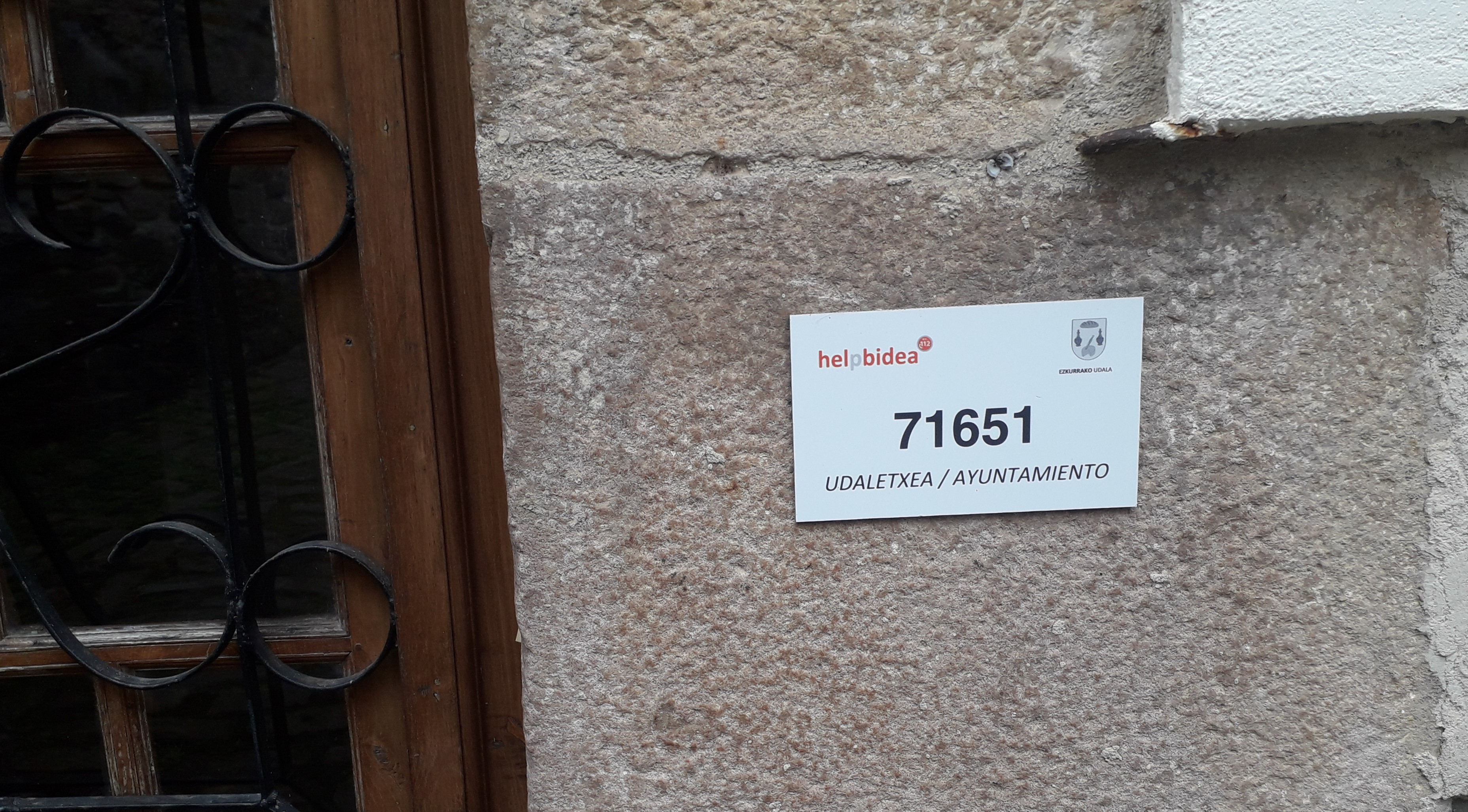
Placa helpbidea en Ezkurra
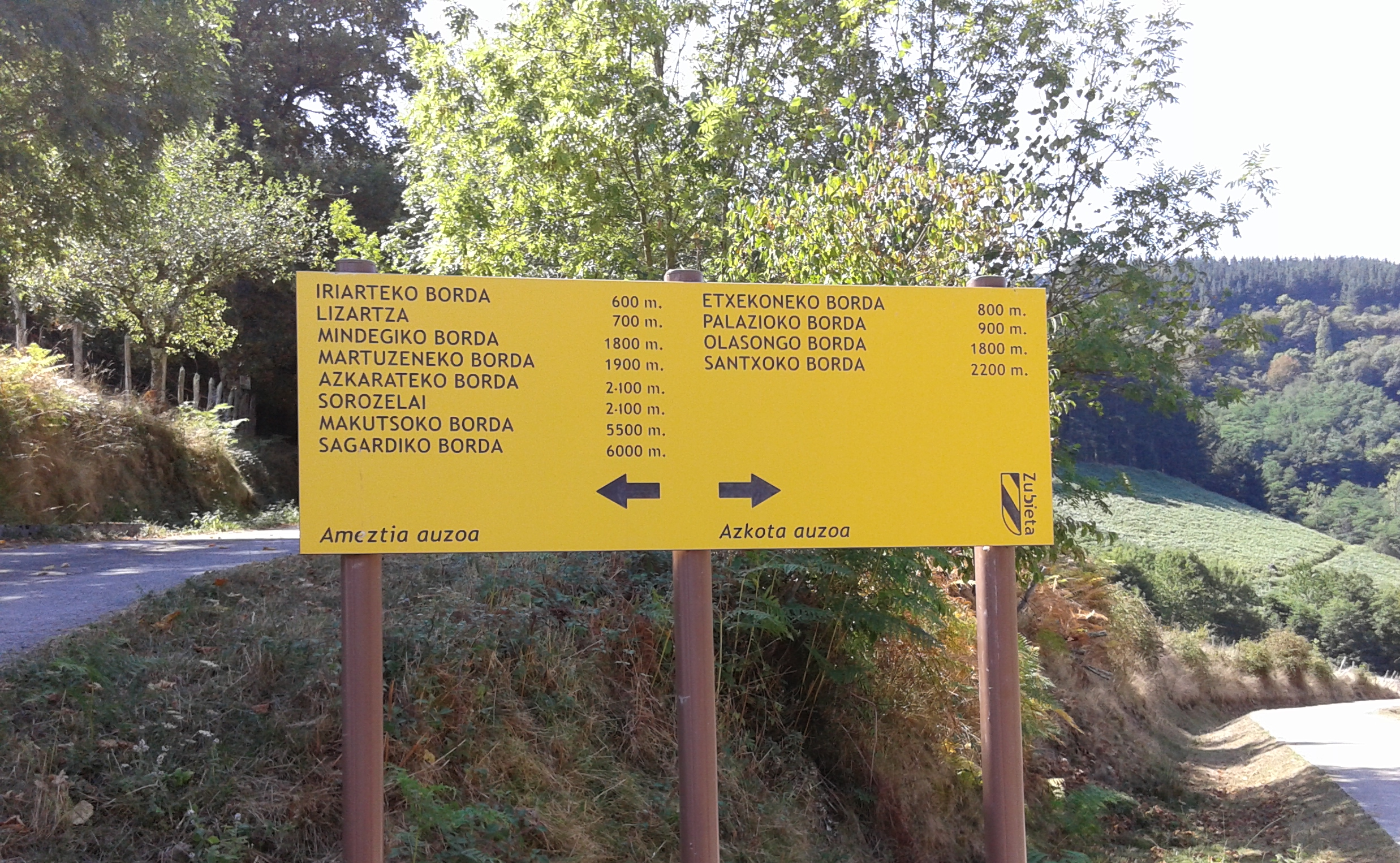
Cartel orientativo en Zubieta